# Verpleegkundige anamnese
Bij de verpleegkundige anamnese verzamelt de verpleegkundige tijdens het verpleegproces voor de zorg relevante informatie. Op basis van deze informatie worden verpleegproblemen en verpleegkundige diagnosen vastgesteld.

## Doel
In de verpleegkundige anamnese wordt de invloed van gezondheidsproblemen en ziekten op het vermogen van de zorgvrager tot zelfzorg geïnventariseerd. Hiervoor is het noodzakelijk de totale situatie van de zorgvrager in kaart te brengen. De verpleegkundige anamnese wordt hierdoor gekenmerkt door een holistische benadering van de zorgvraag.

## Fasen
Het verzamelen van gegevens start tijdens de opname en wordt gecontinueerd tijdens het zorgcontact, waarmee het een continu proces is. Bij het eerste contact wordt de initiële anamnese afgenomen (opnamegesprek). Vervolgens worden tijdens het zorgcontact nieuwe gegevens verzameld (vervolganamnese). Indien er sprake is van een (potentieel) gezondheidsprobleem kan tijdens de initiële anamnese of tijdens de zorgcontact een speciële anamnese worden afgenomen om gerichter gegevens te verzamelen (bijvoorbeeld een speciële anamnese gericht op wondzorg)
De anamnese bestaat uit de volgende drie fasen en activiteiten:
1. Verzamelen van gegevens
- Gesprek: vaak wordt de initiële anamnese ondersteund met een (digitaal) formulier dat de zorgvrager of diens naasten onder begeleiding van een verpleegkundige tijdens het opnamegesprek kan invullen.
- Observeren: worden vastgelegd in rapportage
- Metingen (bijvoorbeeld bloeddruk, lichaamstemperatuur, toestand van de huid): vaak wordt gebruikgemaakt van een lijst voor het vastleggen van metingen (controlelijst)

2. Analyse (evaluatie van gegevens)
- Symptomen (Verteld door de zorgvrager: subjectieve gegevens) en verschijnselen (metingen: objectieve gegevens) vergelijken en analyseren
- Bepalen validiteit van gegevens
- Vaststellen of aanvullende anamnese noodzakelijk is

3. Clusteren van gegevens
- Verkregen informatie wordt gegroepeerd. Op basis hiervan wordt een (voorlopige) Verpleegkundige diagnose en differentiaal diagnosen gesteld.

## Soorten
Afhankelijk van de zorgsituatie worden er verschillende soorten verpleegkundige anamneses onderscheiden:
- Algemene anamnese: afgenomen tijdens een opnamegesprek, het eerste contact tussen verpleegkundige en zorgvrager (patiënt, cliënt, bewoner).
- Vervolganamnese: met name bij langdurige zorg
- Spoedanamnese: ten behoeve van acute situaties, bijvoorbeeld op de Spoedeisende hulp.
- Probleemanamnese: gericht op een probleem, zoals pijn.
- Systematische anamnese: specifieke anamnese gericht op specialisme, zoals interne anamnese, chirurgische anamnese of de neurologische anamnese.
- Interimanamnese: bij heropname, bijvoorbeeld bij herhaalde opnames in verband met Chemotherapie.
- Tractusanamnese
- Familieanamnese

## Vaardigheden
Het afnemen van een verpleegkundige anamnese vraagt specifieke vaardigheden van de verpleegkundige met betrekking tot gespreksvoering, observatietechnieken en verslaglegging.

## Modellen
De gehanteerde verpleegkundige theorie of conceptueel model (bijvoorbeeld Orem, Gordon) geeft richting aan de verpleegkundige anamnese. Vaak is de initiële anamnese om die reden opgebouwd aan de hand specifieke categorieën, zoals de gezondheidspatronen van Gordon.

## EPD
De verpleegkundige anamnese kan als digitaal formulier deel uitmaken van het verpleegkundig deel van het elektronisch patiëntendossier.